# Logierait
Logierait (gaélique écossais : Lag an Ratha) est un village et un comté d'Atholl, en Écosse. Il est situé au point de confluence des rivières Tay et Tummel, à 0,5 kilomètre (0,31 mille) à l'ouest de la route A9 dans le Perth and Kinross.